# Квасецький Андрій Теофілович
Андрій Теофілович Квасецький (нар. 11 грудня 1959, Жуличі) — український журналіст, редактор, книговидавець, перекладач, краєзнавець. Псевдоніми: Андрій Діброва, Андрій Прибузький, Ф. С. Андрієць, Петро Перейма та ін.

## Біографія
Народився в селі Жуличі Золочівського району Львівської області. Навчався у Жулицькій восьмирічній школі, середній школі № 2 м. Золочів. У 1982 р. закінчив факультет журналістики Львівського державного університету імені Івана Франка. У 1982—1988 рр. працював кореспондентом, старшим кореспондентом відділу комсомольського життя, завідувачем відділу пропаганди і культури Чернівецької обласної газети «Молодий буковинець». У 1984 р. був прийнятий до Спілки журналістів СРСР.
Впродовж 1991—1994 років — відповідальний секретар, заступник редактора, редактор газети профспілок Чернівецької області «Практика».
У 1994—2017 рр. — засновник, головний редактор еколого-краєзнавчого наукового і науково-популярного журналу «Зелена Буковина» та однойменного видавництва, що діяло у складі редакції.

## Творчість
Різнопланові журналістські матеріали в газетах «Молодий буковинець», «Практика» і в журналі «Зелена Буковина», а також публікації в часописах «Радянська Буковина», «Буковина», «Zorile Bucovinei», «Молодь України», «Вісті з України». Проявив себе як перекладач і книговидавець, дослідник історії та краєзнавства Буковини та Галичини
У краєзнавчих працях, присвячених Золочівщині, дослідив найдавніші письмові згади про низку населених пунктів над річками Західний Буг і Золочівка (Белзець) і запропонував власні версії походження їх назви. Відкрив чимало нових сторінок і розвіяв декілька міфів про так звану «Битву під Бродами», що в роки Другої світової війни стала однією з найбільших на українських землях. На основі розсекречених журналів бойових дій, донесень і звітів штабів червоноармійський військових частин та з’єднань 1-го Українського фронту автор зумів наблизитися до реальних оцінок  співвідношення сил і результатів збройної боротьби радянських та німецьких військ в липні 1944 року, місця і ролі в цих подіях української добровольчої дивізії «Галичина».
Завдяки власним і організованим перекладам з німецької мови повернув до активної культурної спадщини серію ґрунтовних краєзнавчих праць про Буковину, написаних на рубежі XIX-XX ст.. Популяризував творчість видатного поета-молодомузівця, лицаря національної ідеї   Василя Пачовського (нарис про його життя і творчість у збірнику «Жуличі. Василь Пачовський», окремі статті в альманасі «Шашкевичів край», газеті «Народне слово» (м. Золочів) та в інших виданнях).

### Книжкові видання
- Чернівецький театр. Мрія з оксамиту та золота: Альбом / А. Квасецький, Т. Сулятицький, П. Швець (фото). — Чернівці, Зелена Буковина, 2010. — (Текст укр., нім. та англ. мовами).
- Страж-гора, або Сторожиха: Образки з історії Жулич // Жуличі. Василь Пачовський: Збірник історико-краєзнавчих і літературно-художніх творів. Упоряд., автор передмови та прим. А. Т. Квасецький; автор післямови, голов. редактор В. Т. Джуран. — Чернівці: Зелена Буковина, 2013. — С. 59 — 236.
- Розсипані перли і розгублені звізди Василя Пачовського: Нарис // Жуличі. Василь Пачовський: Збірник історико-краєзнавчих і літературно-художніх творів. Упоряд., автор передмови та прим. А. Т. Квасецький; автор післямови, голов. редактор В. Т. Джуран. — Чернівці: Зелена Буковина, 2013. — С. 237—316.
- Давні згадки про Жуличі і сусідні поселення над річками Буг і Белзець: Історичний нарис — Чернівці: Зелена Буковина, 2016. — 84 с.
- Ілюстрована хроніка битви під Бродами (13–23 липня 1944 р.). Складена на основі розсекречених журналів бойових дій, донесень і звітів штабів червоноармійських військових частин та з'єднань 1-го Українського фронту. Містить 150 ілюстрацій. — Чернівці: Зелена Буковина, 2020. — 648 с.[8].

### Перекладні видання
- Bevölkerung der Bukowina = Населення Буковини / Наук. редактор і автор передмови В. М. Ботушанський. — Чернівці: Зелена Буковина, 2000. — 160 c. — (Текст нім. (репринт) і укр. мовами)[9].
- Raimund Friedr. Kaindl. Unser Heimatland Bukowina = Раймунд Фрідр. Кайдль. Наш рідний край Буковина / Наук. редактор і автор післямови О. М. Масан // Зелена Буковина. —  2002. — № 1-2. — 72 с.
- Die Bukowina. Eine allgemeine Heimatrunde = Буковина. Загальне краєзнавство / Наук. редактори В. М. Ботушанський (автор передмови), О.М. Масан, В.Ю. Іванюк]. — Чернівці: Зелена Буковина, 2004 (друге видання - 2008). — 488 с. — (Текст нім. та укр. мовами)[10].

## Відзнаки
Диплом Чернівецької обласної державної адміністрації за перемогу в обласному конкурсі «Краща книга 2004 року» в номінації «історико-краєзнавча література» — за книгу «Буковина. Загальне краєзнавство»; почесні грамоти Державного комітету телебачення і радіомовлення України за професійні здобутки, дипломи за активну участь у виставці-ярмарку «Книжковий сад - 2004» (м. Київ) і за представлення продукції видавництва на Національному стенді України на Франкфуртській міжнародній книжковій виставці  у Німеччині (2007).
Дипломами Чернівецької обласної державної адміністрації за кращу книгу року відзначена низка видань «Зеленої Буковини», зокрема «Історія Чернівців» Р. Ф. Кайндля, «Русини на Буковині» Раймунда Фрідріха Кайндля і Олександра Манастирського, колективна монографія «Чернівці. Історія і сучасність», «Національна книга пам’яті жертв голодоморів 1932-1933, 1946-1947 років в Україні. Чернівецька область».

## Журналістські і видавничі проекти
«Монолог перед обличчям сина»
Готував до друку першу публікацію повісті Михайла Івасюка «Монолог перед обличчям сина», що друкувалася з продовженням 1987 року на сторінках газети  «Молодий буковинець» і була проілюстрована світлинами з сімейного альбому сім'ї Івасюків. Публікація сприяла поверненню  імені видатного композитора Володимира Івасюка після тривалого періоду замовчування. Видавничим продовженням «Монологу перед обличчям сина» стала низка видань «Зеленої Буковини» про сім’ю Івасюків, зокрема поезії Михайла Івасюка «Елегії для сина» (2003, видання друге), збірка нарисів Парасковії Нечаєвої «Безсмертна тінь великих душ» (2004), путівник «Чернівецький обласний меморіальний музей Володимира Івасюка» (2004).
«Збірник законодавчих і нормативних актів України про охорону навколишнього природного середовища»
Головний редактор природохоронного «Збірника законодавчих і нормативних актів України...», що видавався  протягом   1995-2005 років  видавництвом «Зелена Буковина» у співпраці з Міністерством екології та природних ресурсів України,  Чернівецьким державним управлінням юстиції та Чернівецьким державним управлінням охорони навколишнього природного середовища. Вперше в Україні було систематизовано основні природоохоронні законодавчі і нормативні акти. Побачило світ 11 томів.
Ювілейні видання про Чернівці
У період підготовки до відзначення 600-річчя першої писемної згадки про Чернівці (2008) видавництво «Зелена Буковина» з власної ініціативи здійснило науковий переклад з німецької мови  і організувало видання у двомовному німецько-українському форматі книги Раймунда Фрідріха Кайндля  «Історія Чернівців», що була написана на замовлення Чернівецького магістрату і  надрукована у 1908 році з нагоди 500-річчя першої писемної згадки про місто. Реалізація цього проекту переросла у підготовку нового ювілейного видання про столицю буковинського краю —  колективної монографії «Чернівці. Історія і сучасність», до написання якої були залучені провідні науковці Чернівецької області: В. Ботушанський,  О. Добржанський, А. Кушніренко, О. Масан та ін. Книга, підготовлена до видання і надрукована видавництвом «Зелена Буковина»,  побачила світ у 2009  році. Як наголошував у зверненні до читачів тодішній міський голова Чернівців Микола Федорук, книга  може розглядатися  як велика та цінна наукова праця,  і як захоплююча повість про непересічну історію древнього українського міста над Прутом. У рецензії на колективну монографію  відзначено, що «це фактично перша наукова праця про місто за останні сто років (після книги Р.Ф Кайдля)». «Книга великого формату, багато ілюстрована (286 іл.) частково у кольорах, відзначається високоякісним поліграфічним виконанням…».
«Історична бібліотека «Зеленої Буковини»
У рамках книжкової серії видано низку історико-краєзнавчих праць, у тому числі  твори «Буковина. Загальне краєзнавство», «Історія Чернівців» Раймунда Фрідріха Кайндля, «Русини на Буковині» Раймунда Фрідріха Кайндля і Олександра Манастирського, «Буковина. Її минуле й сучасне» Григорія Піддубного та ін. Повернено читачам знакову працю Степана Смаль-Стоцького «Буковинська Русь», видану вперше 1897 р. Перше перевидання «Буковинської Русі» було здійснене з нагоди її 100-річчя у спецвипуску журналу «Зелена Буковина» (1997), а в 2009 році це історико-культурне дослідження було надруковано окремим книжковим виданням.
Іміджеві багатомовні видання
З метою  утвердження позитивного іміджу України загалом, а  Чернівецької області (Буковини) зокрема,  видавництво «Зелена Ьуковина» активно розвивало практику багатомовних видань, розрахованих на іноземних гостей та туристів. Цей цикл представляють  путівники «Буковина для всіх. Маршрутами екотуризму» (2002) і «Підземна Буковина» (2004) Віталія Коржика,  «Буковина. Заповідний край» (2004) Володимира Сівака і Володимира Солодкого,  «Пам’ятники Чернівців» (2007) Володимира Заполовського, Сергія Осачука і Наталії Шевченко, альбом  «Чернівецький театр. Мрія з оксамиту та золота» (2010) та ін. У 2009 році вперше побачив світ у формі видання українською, німецькою, англійською і румунською мовами один з кращих творів Ольги Кобилянської - новела «Природа».
Від «Зеленої Буковини» паризької — до «Зеленої Буковини» чернівецької
Чернівецьке видавництво «Зелена Буковина» вважало себе спадкоємцем паризького  видавництва «Зелена Буковина», створеного 1956 року  українськими емігрантами з Буковини з метою видання однієї книги – колективної монографії «Буковина. Її минуле і сучасне» за редакцією  Д. Квітковського, Т. Бриндзана, А. Жуковського.   До 2010 р. у чернівецькому  видавництві «Зелена Буковина», що спеціалізувалося на наукових і науково-популярних творах з історії, краєзнавства, екології, художній літературі,  побачило світ понад 600 найменувань книжкової продукції.